# 4-й воздушно-десантный корпус (СССР)
4-й воздушно-десантный корпус — войсковое соединение авиации РККА Вооружённых Сил СССР во время Великой Отечественной войны.
Сокращённое наименование — 4 вдк.

## История формирования корпуса
Корпус сформирован в конце мая 1941 года на основании постановления ЦК ВКП(б) и СНК СССР № 1112-459сс от 23 апреля 1941 года «О новых формированиях в составе Красной Армии». Указанным Постановлением по предложению Народного комиссара обороны предусматривалось формирование пяти воздушно-десантных корпусов за счет существующей численности Красной армии. Каждый воздушно-десантный корпус определялся в составе: управление корпуса, трёх воздушно-десантных бригад, танкового батальона, авиазвена связи, взвода связи. Общая численность корпуса устанавливалась в 8 020 человек.
Формирование 4-го воздушно-десантного корпуса было определено в Западном особом военном округе, управление корпуса — Пуховичи.
На вооружении корпуса предписывалось иметь:
- винтовок самозарядных — 4 500;
- пистолетов-пулеметов — 1 257;
- пулеметов ручных — 440;
- пулеметов зенитных — 18;
- минометов 50-мм — 111;
- минометов 82-мм — 21;
- орудий 45-мм — 39;
- орудий 76-мм — 18;
- танков Т-38 и Т-40 — 50;
- огнеметов ранцевых — 864;
- автомобилей грузовых — 214;
- автомобилей специальных — 17;
- автомобилей легковых — 10.

Личный состав 4 вдк к январю 1942 года был на 2/3 комсомольским. Секретарь ЦК ВЛКСМ Григорий Петрович Громов был назначен членом Военсовета воздушно-десантных войск.
16 августа 1942 года вышло постановление ГКО № 2178сс «О восстановлении 8 воздушно-десантных корпусов и 5 воздушно-десантных маневренных бригад» в соответствии с которым во второй половине 1942 года корпус был сформирован вновь, однако в боях не участвовал, в декабре 1942 года на базе корпуса сформирована 1-я гвардейская воздушно-десантная дивизия.

## Боевой путь
На 22 июня 1941 года — во втором эшелоне Западного фронта, дислоцировался в Пуховичах, Минской области. В конце июня 214-я воздушно-десантная бригада корпуса была направлена на машинах в район Глуша, Старые Дороги, Глуск для действий в тылу наступавшей на Бобруйск немецкой группировки, потом действовала отдельно от корпуса.
Основные силы корпуса (7-я и 8-я воздушно-десантные бригады) вступили в бой в начале июля 1941 года на рубеже реки Березина в районе Березины и Свислочи, отступали на восток в район Могилёва и 10 июля выведены в тыл на доукомплектование.
Новое наступление противника заставило 4-й воздушно-десантный корпус (7-ю и 8-ю воздушно-десантную бригаду) снова вступить в бой в районе Кричева 16 июля 1941 года. Уже 17 июля противник захватил Кричев, в ночь на 18 июля овладел Кричевом, форсировал Сож и захватил плацдарм. C 19 июля 1941 года 4-й воздушно-десантный корпус пытался восстановить положение в районе Кричева, 29 июля его сводный отряд ворвался в Кричев, но уже на следующий день был уничтожен, и противник снова занял город.
В августе 1941 года в результате нового наступления противника корпус попал в окружение, вырвался из окружения в районе Унеча, Погар, Стародуб; некоторые части вышли из окружения в район Трубчевска. В сентябре 1941 года корпус направлен на переформирование за Волгу, в Поволжье, в декабре 1941 года после подготовки переброшен в Калугу, уже в составе 8, 9 и 214-й воздушно-десантных бригад.
15 декабря 1941 года к западу от города Клин был выброшен один батальон 214-й воздушно-десантной бригады (415 человек), оседлавший единственную неперерезанную дорогу на Теряеву Слободу и воспрепятствовавший отходу врага к Волоколамску.
15 января 1942 года было принято решение о десантировании корпуса в район Озеречня (35 километров юго-западнее Вязьмы). Была десантирована 8-я воздушно-десантная бригада, однако, в связи с общим изменением обстановки, было признано нецелесообразным проводить выброску всего корпуса, и оставшиеся части корпуса были отведены с исходных позиций в Люберцы.
В ходе Ржевско-Вяземской операции 1942 года корпус в период с 18 по 23 февраля выброшен в тыл врага на юхновском направлении (25 километров южнее Вязьмы), было выброшено 7373 парашютиста и 1524 тюка с боеприпасами, снаряжением. В марте корпус занимал район Ключи, Тыновка, Юркино, Петрищево, Новая, станция Вертерхово. С 18 марта в тяжёлых кровопролитных оборонительных боях практически рассечён. 11 апреля подчинён 1-му гвардейскому кавалерийскому корпусу. Корпус действовал в тылу врага в полном отрыве от основных сил до июня, в июне 1942 года корпус оставил по приказу позиции и вышел из окружения 28 июня 1942 года.
Действия корпуса зимой-весной 1942 года вошли в историю как Вяземская воздушно-десантная операция
В августе 1942 года корпус переформирован в 38-ю гвардейскую стрелковую дивизию.

## Подчинение
- Западный фронт, фронтовое подчинение — на 01.07.1941 (кроме 214-й воздушно-десантной бригады)
- Западный фронт, 13-я армия — с начала июля 1941 года
- Приволжский военный округ, формирование, на 01.10.1941
- Резерв Ставки ВГК — на 01.01.1942
- Московский военный округ — на 01.04.1942

## Состав
- Управление корпуса[6]
  - Отдельный танковый батальон
  - Радиовзвод связи
  - 3-й отдел
- 214-я воздушно-десантная бригада — сформирована в 1938 году в городе Марьина Горка на базе 47-й авиадесантной бригады особого назначения. Принимала участие в Польской кампании, Зимней войне и походе в Бессарабию. С начала боевых действий действовала в отрыве от сил корпуса. 28.06.1941 года была подчинена 210-й моторизованной дивизии. Бригаде была поставлена задача высадиться на автомашинах в тылу противника в районе Старые Дороги, Глуск (западнее Слуцка), высадка прошла успешно, однако вследствие отступления 210-й моторизованной дивизии бригада осталась одна и в течение двух месяцев вела боевые действия в тылу вражеских войск в районе Минска. В конце августа бригада пробилась к своим войскам и вышла в расположение 21-й армии. 28.08.1941 года она сосредоточилась на юго-западной окраине города Мена 05.09.1941 года бригада оборонялась на южном берегу реки Десна в районе станции Бутовка, после смены её в обороне бригада была выведена в резерв армии в район Шаповаловки. В ходе десанта декабря 1941 года батальон бригады в течение 9 суток нападал на двигавшиеся колонны, уничтожал небольшие гарнизоны, взрывал мосты, поджигал автоцистерны с бензином для танков и грузовиков. Всего десантники взорвали 29 мостов, сожгли 48 автоцистерн, подбили 2 танка, уничтожили не менее 400 вражеских бойцов. Действуя небольшими диверсионными группами по коммуникациям противника в обширном районе, десантники вынудили врага бросить тяжёлое вооружение.
- 7-я воздушно-десантная бригада — сформирована весной 1941 года, на основе боевого состава 201-й и 224-й стрелковых дивизий. 1 июля 1941 года переброшена для обороны переправ через реку Березина в районе местечка Березино, прибыла 3 июля, однако была отброшена от берега, безуспешно пыталась ликвидировать плацдарм, взорвала мост, затем отступала в общем направлении отступления корпуса. В марте 1942 года во время переформирования вошла в состав 5-го воздушно-десантного корпуса
- 8-я воздушно-десантная бригада — сформирована весной 1941 года на основе боевого состава 231-й стрелковой дивизии. 30 июня 1941 года переброшена на рубеж реки Свислочь, вела бой с небольшими группами противника. Отступала в общем направлении отступления корпуса. В период с 27 января по 1 февраля 1942 года из 3062 человек 8-й воздушно-десантной бригады было десантировано в тыл врага в район Озеречни 2081 человек, 120 ручных пулемётов, 72 противотанковых ружья и 20 82-мм и 30 других миномётов. Кроме того, вместе с бригадой было десантировано 76 человек из состава 214-й воздушно-десантных бригады. Однако, высадка прошла не полностью благополучно, личный состав был рассеян по территории. К 1 февраля 1942 года к месту сбора (Андросово) вышли только 746 человек. Оставшиеся частью погибли или попали в плен, частью влились в партизанские отряды. С 01 по 07.02.1942 года бригада провела ряд боёв, 7 февраля бригадой была установлена связь с частями 41-й кавалерийской дивизией 1-го гвардейского кавалерийского корпуса, и 12.02.1942 года бригада была подчинена командованию корпуса. Действовала вместе с ним до 07.04.1942 года, когда воссоединилась с войсками корпуса.
- 9-я воздушно-десантная бригада — сформирована весной 1941 года, из личного состава 203-й стрелковой дивизии, входила в состав 5-го воздушно-десантного корпуса, при переформировании корпусов в марте 1942 года вошла в состав 4-го воздушно-десантного корпуса вместо 7-й воздушно-десантной бригады.

## Командиры
- полковник Казанкин, Александр Фёдорович (05.1941 — 22.06.1941)
- генерал-майор Жадов, Алексей Семёнович (23.06.1941 — 02.08.1941)
- полковник Гришин, Михаил Данилович (08.1941)
- полковник Казанкин, Александр Фёдорович (08.1941 — 11.1941)
- генерал-майор Левашев, Алексей Фёдорович (11.1941 — 02.1942) (погиб, находясь в транспортном самолёте, атакованном немецким истребителем)
- полковник, с 13.05.1942 генерал-майор Казанкин, Александр Фёдорович (02.1942 — 06.1942)
- полковник Мамонтов, Алексей Георгиевич (06.1942 — 07.1942), врид
- генерал-майор Казанкин, Александр Фёдорович (07.1942 — 08.12.1942)[7]